# Lydia McCormack
Lydia McCormack (* 28. Januar 1991 in Christchurch) ist eine ehemalige neuseeländische Beachvolleyballspielerin. Sie gewann die erste neuseeländische Beachvolleyballmeisterschaft.

## Karriere
2009 spielte die in der Region Canterbury geborene Athletin mit verschiedenen Partnerinnen auf der Neuseelandtour. Bestes Resultat war das Erreichen des geteilten neunten Rangs in Wellington. In der gleichen Saison nahm McCormack mit Kelsie Wills an den U19-Weltmeisterschaften teil. Die Neuseeländerinnen konnten nach ihrem Auftaktsieg über die Türkinnen Cancesli / Cimen weder die Österreicherinnen Knoppel / Steininger noch die Spanierinnen Arina / Corral bezwingen und belegten gemeinsam mit Melissa Humana-Paredes und deren damaliger Partnerin den siebzehnten Platz unter 32 teilnehmenden Duos. Im folgenden Jahr bildeten Lydia McCormack und Jessie Muggeridge ein Duo. Bei den U21-WM in Alanya schalteten sie in der ersten Qualifikationsrunde die US-Amerikanerinnen Chelsea Rashoff / Courtney Trevino aus, scheiterten jedoch anschließend an den Russinen Anna Alova / Anna Markova. Eine Saison später erreichten die Neuseeländerinnen das Viertelfinale bei den North-Harbour-Open.
2012 fanden zum ersten Mal neuseeländische Beachvolleyballmeisterschaften der Erwachsenen statt. Melissa Ruru und Lydia McCormack nahmen als neu formiertes Team daran teil. Im Endspiel siegten die Außenseiterinnen gegen ihre ehemaligen Partnerinnen Jessie Muggeridge und Hannah Croad in zwei Sätzen und waren somit die ersten Titelträger ihres Heimatlands. Gleich im Anschluss starteten sie beim Turnier der New Zealand Tour in Karapiro. Dort ließen sie die Drittplatzierten Danielle Quigley / Carli Botes hinter sich und besiegten im Endspiel Julia Tilley / Micah Lindsay-Brown. In der gleichen Spielzeit erkämpften die neuseeländischen Meisterinnen gemeinsam mit Tilley und Lindsay-Brown beim AVC Continental Cup – Zonal Event am Mount Maunganui Beach den dritten Rang für ihr Heimatland, der zur Teilnahme am Finale des Wettbewerbs berechtigte. Dort wurde Lydia McCormack jedoch nicht mehr eingesetzt.